# إدواردو فرانكو (ممثل)
إدواردو فرانكو (مواليد 29 أغسطس 1994) هو ممثل كوميدي أمريكي، أشتهر لدوره شخصية أرغيل في مسلسل أشياء غريبة.

## وصلات خارجية
- إدواردو فرانكو على موقع IMDb (الإنجليزية)
- إدواردو فرانكو على موقع ميتاكريتيك (الإنجليزية)
- إدواردو فرانكو على موقع روتن توميتوز (الإنجليزية)
- إدواردو فرانكو على موقع ألو سيني (الفرنسية)
- إدواردو فرانكو على موقع ميوزك برينز (الإنجليزية)
- إدواردو فرانكو على موقع أول موفي (الإنجليزية)
- إدواردو فرانكو على موقع قاعدة بيانات الفيلم (الإنجليزية)